# Pristiphora malaisei
Pristiphora malaisei är en stekelart som först beskrevs av Lindqvist 1952.  Pristiphora malaisei ingår i släktet Pristiphora, och familjen bladsteklar. Det är osäkert om arten förekommer i Sverige.